# Fronty radzieckie

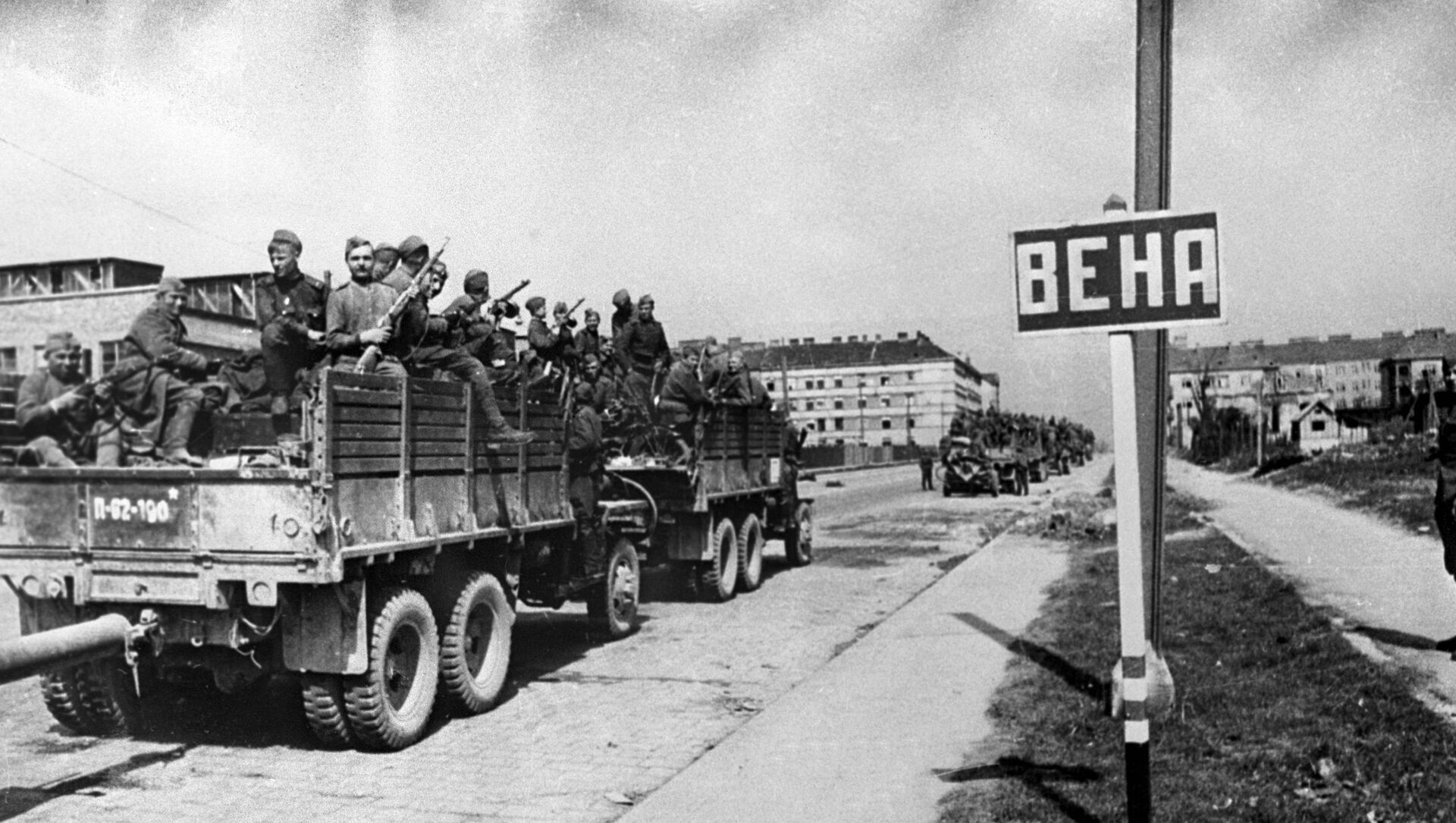
Wojska 2 Frontu Ukraińskiego Armii Czerwonej wkraczające w 1945 do Wiednia.

Fronty radzieckie – wielkie zgrupowania wojskowe (fronty) Armii Czerwonej o kompetencjach zarówno administracyjnych, jak i operacyjnych, formowane na kierunkach i teatrach planowanych działań operacyjnych. Na czele stał dowódca frontu podległy naczelnemu dowódcy i Radzie Wojennej. Fronty radzieckie swoją wielkością odpowiadały mniej więcej alianckim lub niemieckim grupom armii, a ich stan liczebny mógł przekraczać milion żołnierzy. W radzieckiej doktrynie wojennej dowództwo frontu zajmowało się koordynacją działań poszczególnych jego armii, natomiast koordynacją bojowych działań frontów zajmowało się Najwyższe Naczelne Dowództwo.

## Historia
Pierwsze fronty radzieckie powstawały już w trakcie wojny domowej z lat 1918–1921 i obejmowały wszystkie wojska znajdujące się akurat na danym teatrze operacyjnym. Po zakończeniu walk stopniowo reorganizowano je w dowództwa okręgów wojskowych, czyli zgrupowania wojsk wyłącznie o kompetencjach administracyjnych. W niektórych rejonach struktura frontowa utrzymała się dość długo, np. do 1926 roku istniał Front Turkiestański w Azji Środkowej przekształcony następnie w Środkowoazjatycki Okręg Wojskowy. Pod koniec lat trzydziestych w Armii Czerwonej przystąpiono do formowania specjalnych okręgów wojskowych, będących praktycznie w pełni przygotowanymi dowództwami frontów. Dzięki ich istnieniu spodziewano się wyraźnego skrócenia czasu potrzebnego na mobilizację w razie wojny. Fronty te określano jako specjalne np. Kijowski Specjalny Okręg Wojskowy, Białoruski Specjalny Okręg Wojskowy. W sytuacjach kryzysowych, w zagrożonym rejonie tworzono na doraźne potrzeby specjalne fronty. W 1938 roku, w okresie walk z Japonią w rejonie jeziora Chasan utworzono Front Dalekowschodni, który zaledwie po miesiącu rozwiązano. W 1939 roku, do inwazji na Polskę utworzono 2 fronty: Front Białoruski i Front Ukraiński. W 1940 roku, w celu aneksji Besarabii utworzono Front Południowy

### Fronty w latach 1918–1926
- Front Kaukaski
- Front Południowo-Zachodni
- Front Południowy
- Front Północny
- Front Turkiestański
- Front Ukraiński
- Front Zachodni

### Fronty w latach 1938–1939
- Front Białoruski
- Front Dalekowschodni
- Front Południowy
- Front Ukraiński

### Fronty w latach 1940-1941
W latach 1940–1941 ZSRR podzielony był pod względem wojskowym na 16 okręgów wojskowych i 1 dowództwo frontu (ponownie pojawił się Front Dalekowschodni). Plan mobilizacyjny zakładał, że 8 okręgów zostanie przekształconych w dowództwa frontów, a reszta w dowództwa armii. W momencie wybuchu wojny miało istnieć więc 9 frontów. W rzeczywistości w momencie niemieckiego uderzenia bezpośrednio po 22 czerwca 1941 wystawiono 6 frontów:
- Front Północny
- Front Północno-Zachodni
- Front Zachodni
- Front Południowo-Zachodni
- Front Południowy
- Front Dalekowschodni

Nazwy tych frontów pochodziły od kierunków spodziewanych działań. W następnym okresie wojny pojawiały się kolejne dowództwa frontów, likwidowano stare, dzielono je i łączono, a wszystko w zależności od sytuacji operacyjnej na teatrze działań wojennych. Dowództwa tych nowych frontów tworzono najczęściej na bazie dowództw rozwiązywanych armii, doraźnie kompletowanych sztabów lub przez podział dotychczasowych dowództw uzupełnianych następnie z rezerw. W ten sposób powstały kolejne fronty:
- Front Centralny
- Front Briański
- Front Kaliniński
- Front Leningradzki
- Front Karelski
- Front Wołchowski
- Front Krymski

Powstało też kilka frontów na starej zasadzie przekształcania okręgów wojskowych:
- Front Zabajkalski
- Front Zakaukaski
- Front Północno-Kaukaski
- Front Stalingradzki

Do ważnej reorganizacji doszło na froncie wschodnim II wojny światowej jesienią 1943 roku. 20 października doszło do przemianowania walczących tutaj frontów. Do tego momentu od północy do południa istniały następujące fronty:
- Front Karelski
- Front Leningradzki
- Front Wołchowski
- Front Północno-Zachodni
- Front Nadbałtycki – przemianowany w 2 Front Nadbałtycki.
- Front Kaliniński – przemianowany w 1 Front Nadbałtycki.
- Front Zachodni
- Front Centralny – przemianowany w Front Białoruski.
- Front Woroneski – przemianowany w 1 Front Ukraiński.
- Front Stepowy – przemianowany w 2 Front Ukraiński.
- Front Południowo-Zachodni – przemianowany w 3 Front Ukraiński
- Front Południowy – przemianowany w 4 Front Ukraiński.
- Front Północno-Kaukaski

W takiej strukturze Armia Czerwona rozpoczęła marsz na zachód. W miarę uwalniania poszczególnych teatrów operacyjnych zaczęła się likwidacja zbędnych frontów. Do końca 1943 roku rozwiązano fronty Północno-Zachodni i Północnokaukaski. Do końca 1944 roku ich los podzieliły fronty: Karelski, Leningradzki i Wołchowski. Zmieniono także nazwy Frontu Zachodniego na 3 Front Białoruski (2 Front Białoruski powstał na styku 1 Frontu Białoruskiego i 1 Frontu Ukraińskiego). Pozostałe fronty rozwiązano po zakończonej wojnie w Europie.
Do realizacji operacji kwantuńskiej podzielono Front Dalekowschodni na dwa mniejsze – 1 i 2 Front Dalekowschodni. Po wygranej z Japonią fronty również i tutaj rozwiązano.
W czasach zimnej wojny w wojskach radzieckich pojęcie front ustąpiło na rzecz grupy armii lub grupy wojsk (np. w operacji „Dunaj” brały udział grupy armii Północ i Południe, a na terenie Polski stacjonowała Północna Grupa Wojsk), lecz wciąż funkcjonowało w planach konfliktu zbrojnego z NATO.

### Fronty w latach 1941–1945
- Front Białoruski
  - 1 Front Białoruski
  - 2 Front Białoruski
  - 3 Front Białoruski
- Front Briański
- Front Centralny
- Front Dalekowschodni
  - 1 Front Dalekowschodni
  - 2 Front Dalekowschodni
- Front Doński
- Front Kaliniński
- Front Karelski
- Front Kaukaski
- Front Krymski
- Front Leningradzki
- Front Możajskiej Linii Obrony
- Front Moskiewski Rezerwowy
- Moskiewska Strefa Obrony
- Front Nadbałtycki
  - 1 Front Nadbałtycki
  - 2 Front Nadbałtycki
  - 3 Front Nadbałtycki
- Front Odwodowy
- Front Południowo-Wschodni
- Front Południowo-Zachodni
- Front Południowy
- Front Północno-Kaukaski
- Front Północno-Zachodni
- Front Północny
- Front Stalingradzki
- Front Stepowy
- 1 Front Ukraiński
- 2 Front Ukraiński
- 3 Front Ukraiński
- 4 Front Ukraiński
- Front Wołchowski
- Front Woroneski
- Front Zabajkalski
- Front Zachodni
- Front Zakaukaski
- Nadmorska Grupa Wojsk